# Exocarpos homalocladus
Exocarpos homalocladus là một loài thực vật có hoa trong họ Santalaceae. Loài này được C.Moore & F.Muell. mô tả khoa học đầu tiên năm 1872.